# Nikon D3X
D3 D4

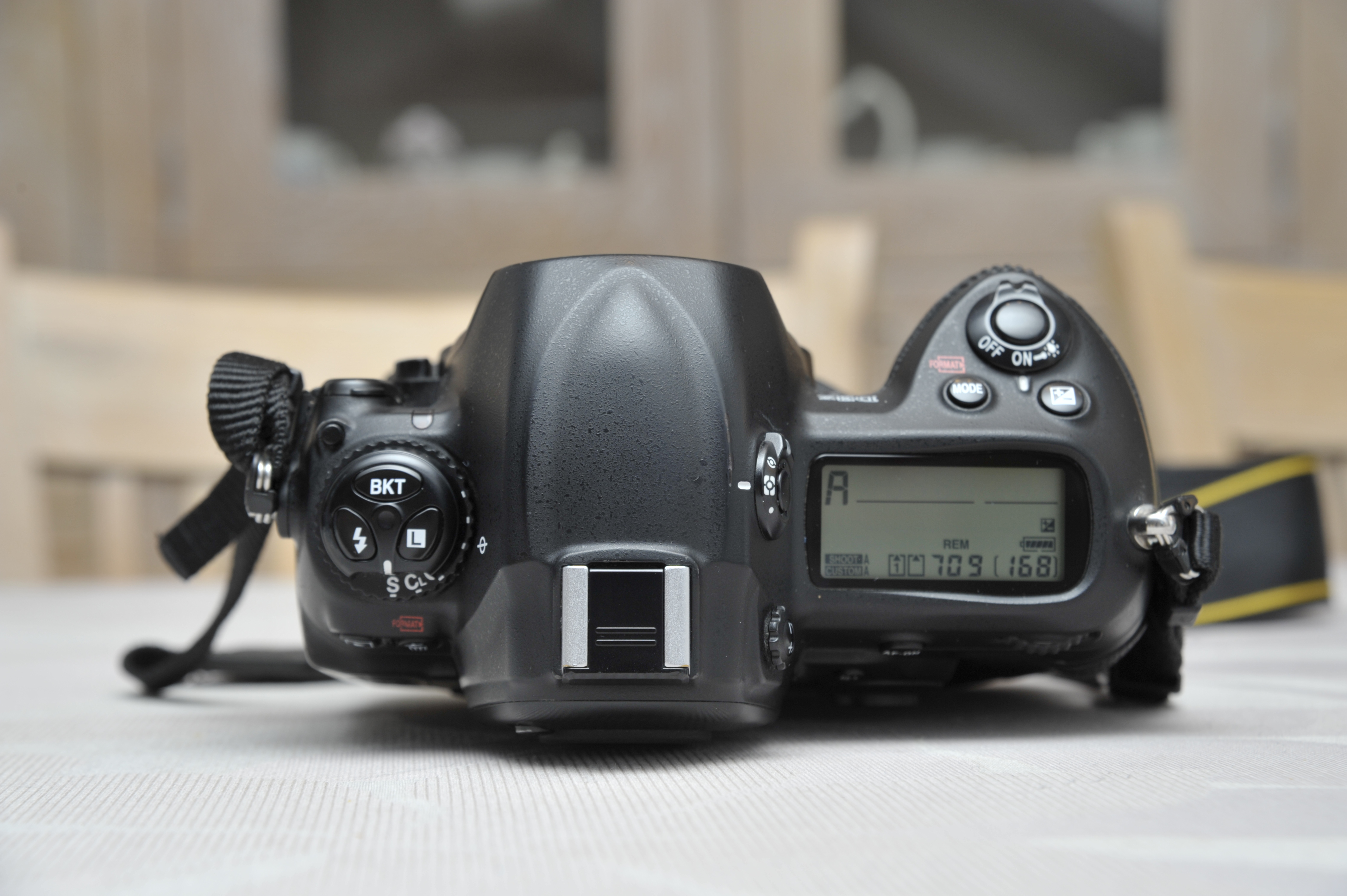
Nikon D3x - Haut du boîtier

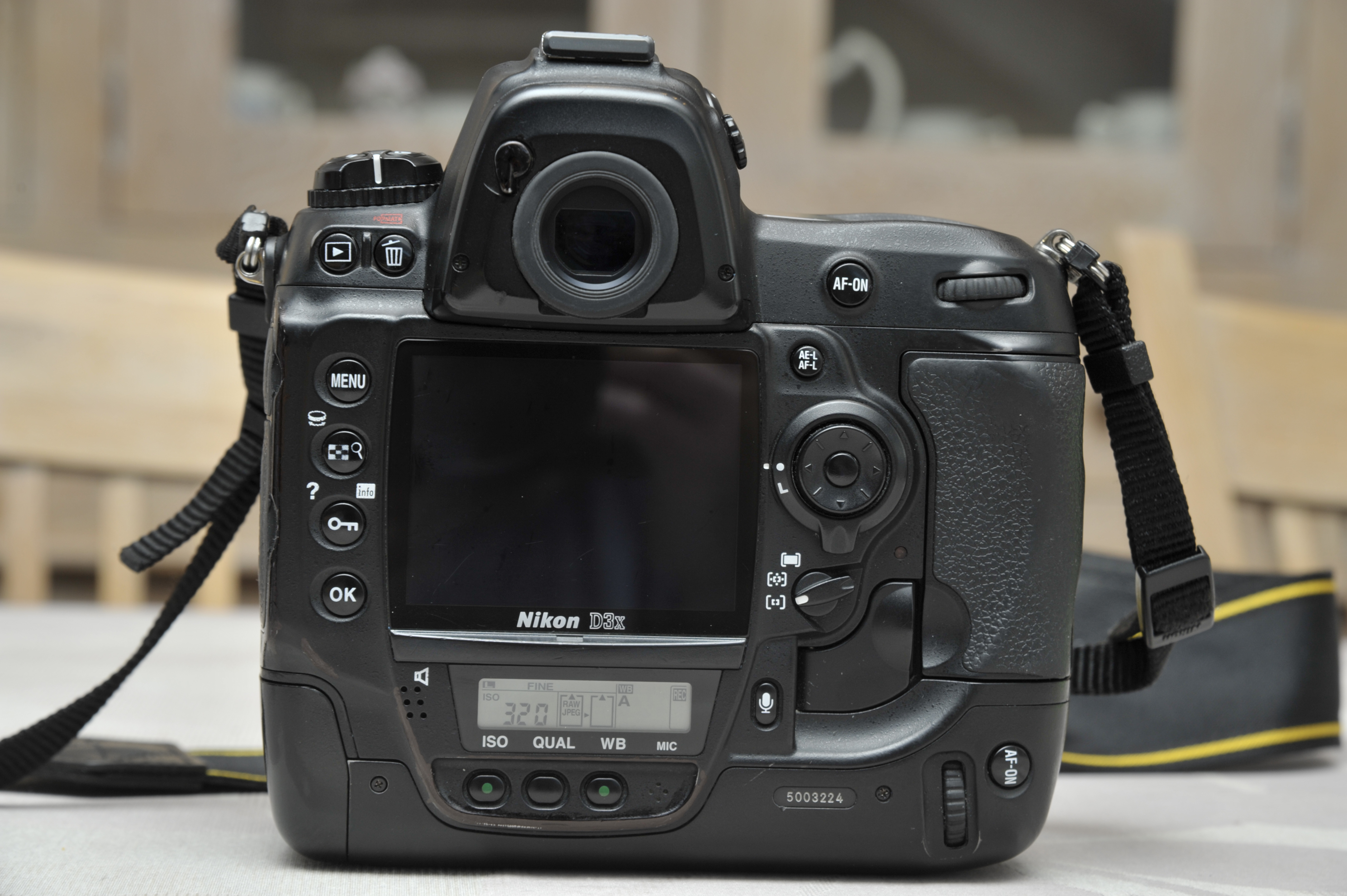
Nikon D3x face arrière

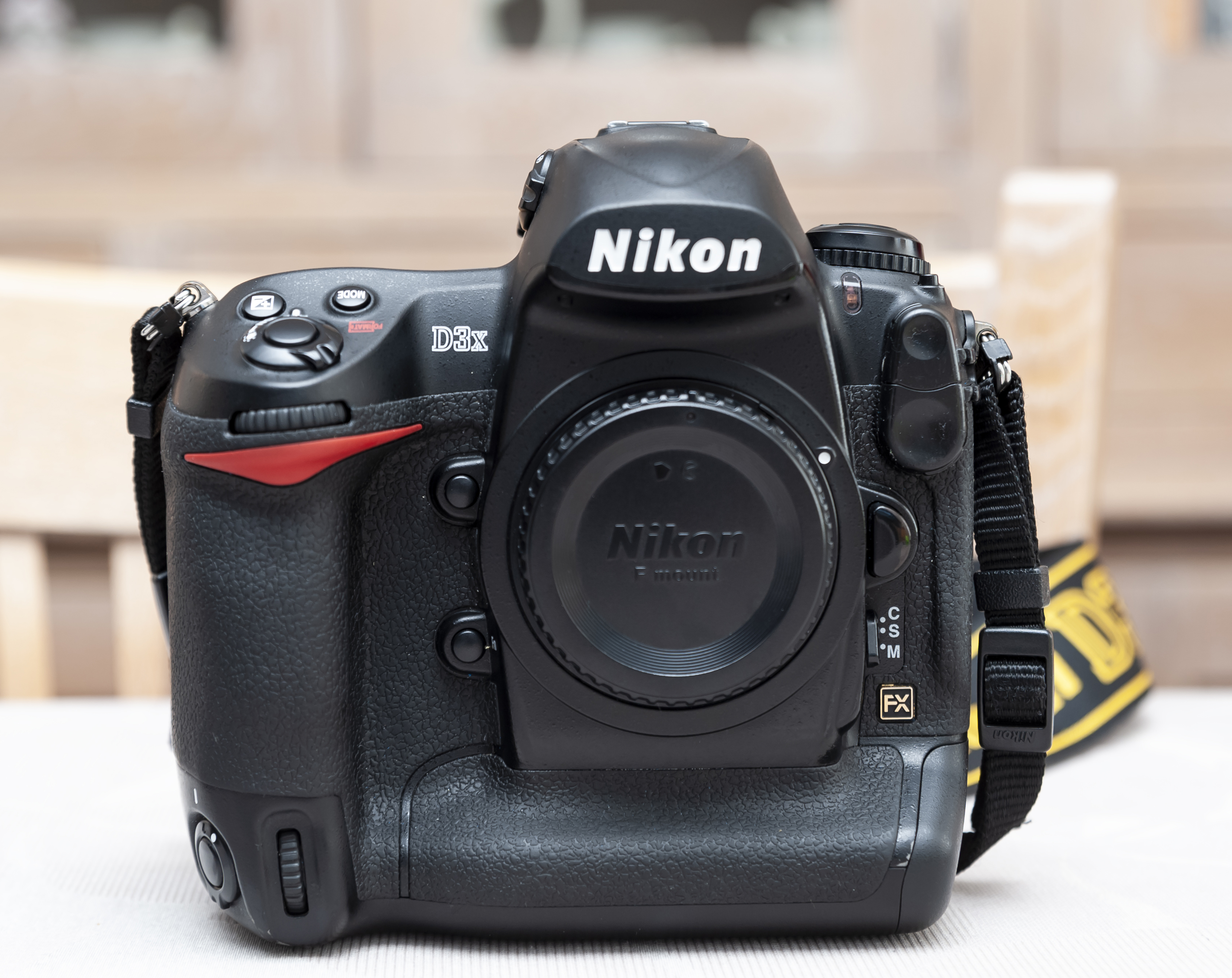
Nikon D3x face avant

Le Nikon D3X est un appareil photo reflex numérique plein format présenté par Nikon en décembre 2008. Il s'agit de la version haute définition (24,5 mégapixels au lieu de 12) du modèle « ultra » professionnel D3.

## Présentation
Les caractéristiques du capteur du D3X sont proches de celles du Sony Alpha 900 (même définition et même plage de sensibilité ISO). Il est possible que Nikon soit approvisionné par Sony, même si Nikon utilise son propre système de gestion du capteur (EXPEED). Cependant, aucune information officielle ne fut publiée par Nikon et Sony à ce sujet.
Nikon a reçu pour ce boîtier le prix TIPA (Technical Image Press Association) du meilleur reflex numérique professionnel en 2009.

## Caractéristiques
- Viseur pentaprisme avec un grossissement de 0,7× et une couverture de 100 %.
- La mise au point peut se faire sur 51 collimateurs grâce au système AF Multi-CAM 3500FX.
- La vitesse d'obturation peut aller de 1/8000 de seconde à 30 secondes.
- La  plage de sensibilité s'étend de 100 à 1600 ISO avec possibilité de l'étendre de 50 à 6400 ISO.
- Processeur d'images EXPEED.
- Ce boîtier peut être utilisé avec un objectif DX (11,7 mégapixels).
- Mode Live View (prise de vue directe depuis l'écran de contrôle comme sur les appareils compact).
- Mode rafale à 5 images par seconde.
- Moniteur ACL VGA 3 pouces 920000 pixels (angle de visualisation ultra-large de 170°).
- Temps de réponse d'environ 37 ms au déclenchement.
- Obturateur garanti pour 300000 cycles.
- Fonction D-Lighting actif.
- Deux emplacements pour cartes CompactFlash (Type I/II, compatible UDMA). Microdrive
- Interface avec sortie vidéo HDMI.
- Boîtier résistant en alliage de magnésium.
- Prise en charge de réseau sans fil et Ethernet (en option).
- Pas de système anti-poussière.